# Tilka (ime)
Tilka je žensko osebno ime.

## Različice imena
Egedija, Tilika, Tilči, Tilčka, Tilda, Tilija, Tilika, Tilijana, Tili

## Izvor imena
Ime Tilka je tvorjenka iz skrajšanih oblik imena Klotilda, Matilda ali Otilija ali ženska oblika imena Tilen, oziroma Egidij.

## Pogostost imena
Po podatkih Statističnega urada Republike Slovenije je bilo na dan 31. decembra 2007 v Sloveniji 119 oseb z imenom Tilka. Ostale različice imena, ki so bile še uporabljene: Egidija (32), Tilčika (9).

## Osebni praznik
V koledarju je ime Tilka uvrščeno k imenom Egidija, Klotilda, Matilda, Otilija. God praznuje 13. decembra.

## Znane nosilke imena
Tilka Paljk (*1997), zambijska plavalka slovenskih korenin